# Günter Papenburg

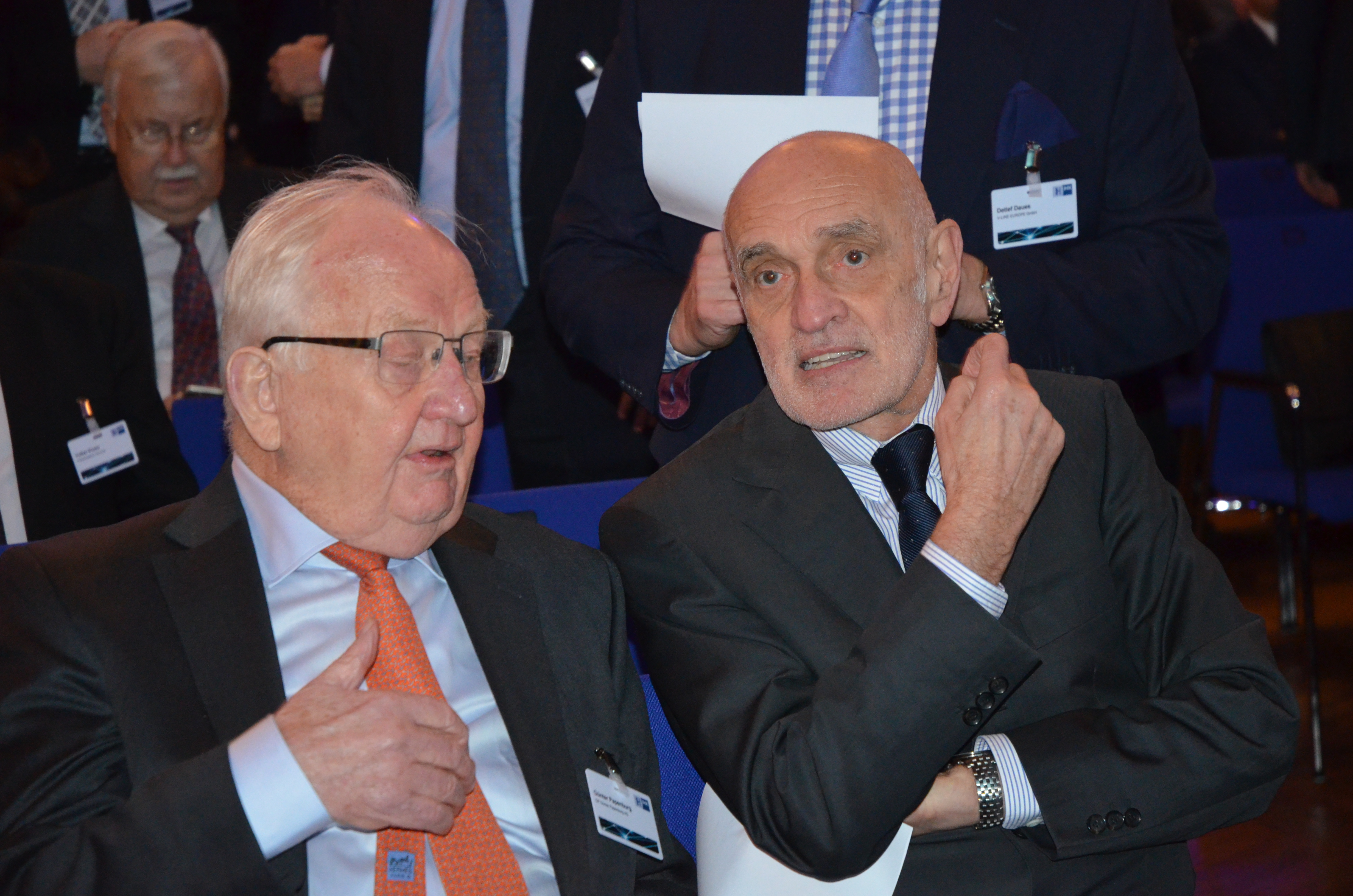
Günter Papenburg (links) mit Martin Kind, 2018

Günter Papenburg (* 30. Mai 1939 in Hannover) ist ein deutscher Bauunternehmer und leitet das Unternehmen GP Günter Papenburg AG. Er führt gemeinsam mit seinem Sohn, Klaus Papenburg, und seinen zwei Töchtern, Karin Hardekopf und Angela Papenburg, eine weitere Gruppe von Unternehmen, welche in der Summe etwa 3.000 Arbeitnehmer beschäftigen. Er ist Besitzer und Betreiber der ZAG-Arena in Hannover.

## Werdegang

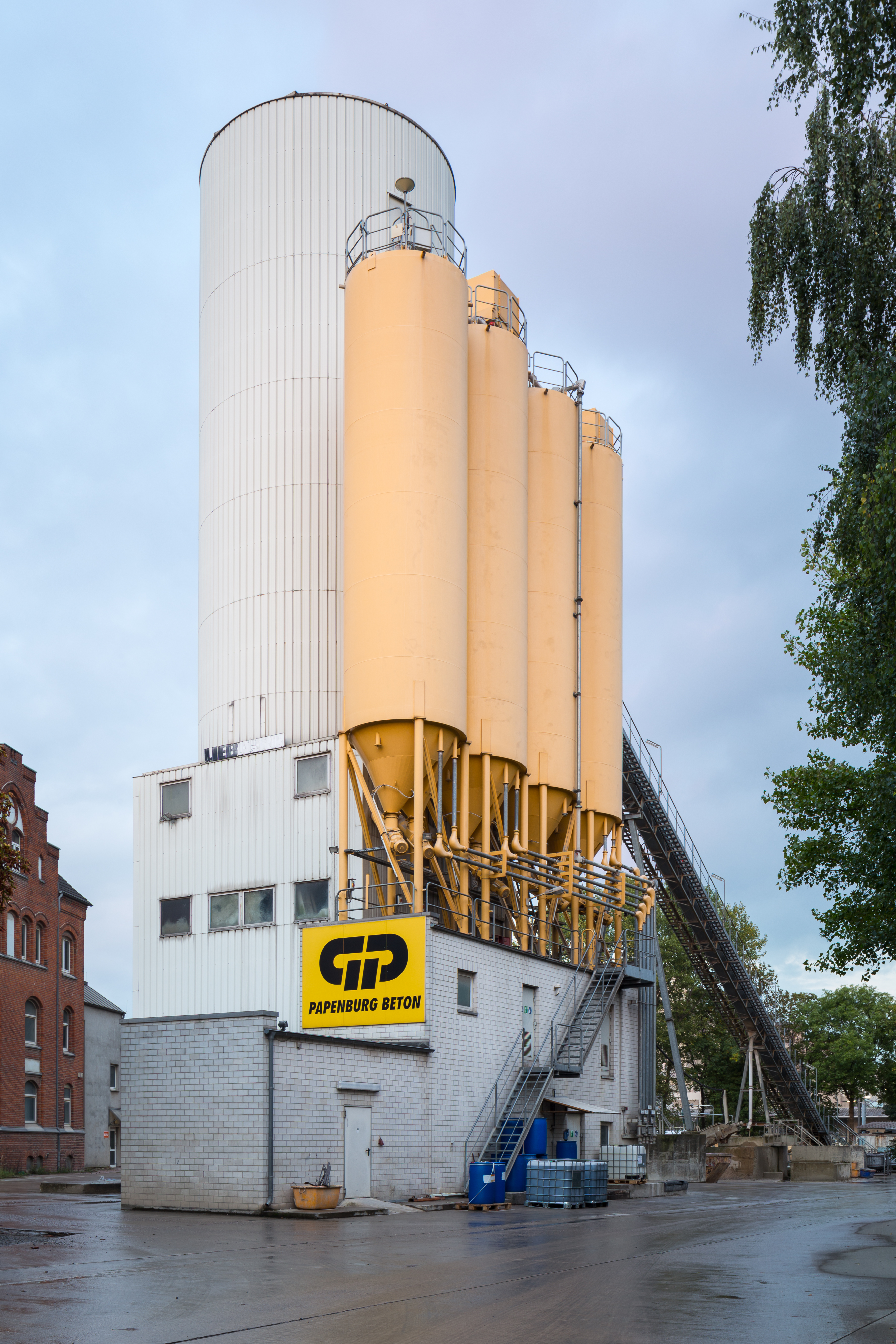
Betonmischanlage des Bauunternehmens von Günter Papenburg

Günter Papenburg wuchs in der Wedemark bei Hannover als Sohn eines Kleinunternehmers auf. 1963 gründete er sein erstes Unternehmen als Fuhrbetrieb. Durch Baustoffhandel gelang ihm rasch eine größere Expansion. 1977 gründete er eine Straßen- und Tiefbau-Unternehmung. 1984 beteiligte er sich zu einem Drittel an der hannoverschen Hanomag – diese Beteiligung endete aber 1996.
Ein Expansionssprung gelang ihm in den Wendejahren um 1990 durch die Übernahmen verschiedener ehemaliger VEB. Durch diverse Zukäufe und Neugründungen wurde er mit der Zeit zu einem Unternehmer mit Betrieben in unterschiedlicher Ausrichtung. Das Spektrum der Firmen ergänzt allerdings das Kerngeschäft der Bauunternehmung. Seine Firmen erwirtschaften 2018 einen Umsatz von etwa 760 Mio. Euro pro Jahr.
Papenburg bietet mit seinen Unternehmen heute Dienstleistungen in den Bereichen Roh- und Baustoffe, Erd-, Tief- und Straßenbau, Hoch- und Ingenieurbau, Abfallentsorgung, -verwertung und Recycling, Speditionsleistungen sowie Baumaschinen und Anlagen an. Des Weiteren hält er Beteiligungen an Mülldeponien und Müllverbrennungsanlagen. Unter anderem war Papenburgs Firma beim Ausbau des Fliegerhorstes Wunstorf beteiligt, bei dem der Militärflughafen für das Transportflugzeug Airbus A400M vorbereitet wurde.
Als Investor ist er beim derzeit größten Wohnungsbauprojekt in Hannover, der Wasserstadt Limmer, aktiv.
Günter Papenburg war Mitglied im Aufsichtsrat der Marktkauf-Gruppe. Bei der Spendengala des Mitteldeutschen Rundfunks am Sonntag, 9. Juni 2013 in Leipzig spendete er mit der größten Einzelspende 500.000 Euro an die Flutopfer des Hochwassers 2013 im Sendegebiet des MDR. Dabei war seine Niederlassung in Halle (Saale) selbst vom Hochwasser betroffen. Im Winter 2024/25 verhandelte Papenburg mit einem Konsortium erfolglos um die Übernahme des Stahlherstellers Salzgitter AG.